# Línea de andesita

el anillo de fuego del Pacífico se encuentra paralelo a la línea de andesita

La línea de andesita es la distinción geológica regional más significativa en la cuenca del océano Pacífico. 
Separa dos zonas: 
a)  Rocas volcánicas basálticas máficas de la cuenca del Pacífico Central de las áreas continentales parcialmente sumergidas
b)  Rocas volcánicas andesíticas más felsicas en sus márgenes. 
La línea de andesita es paralela a las zonas de subducción y a las fosas oceánicas profundas alrededor de la cuenca del Pacífico. Es la expresión en superficie de la fusión dentro y por encima de la placa que subduce. Sigue el borde occidental de las islas frente a California y pasa al sur del arco Aleutiano, sigue a lo largo del borde este de la península de Kamchatka, las islas Kuriles, Japón, las islas Marianas, Yap, Palaos, las islas Salomón, Fiji, Tonga e isla Norte de Nueva Zelanda. La línea continúa hacia el noreste a lo largo del borde occidental de las montañas de los Andes desde América del Sur hasta México, y luego regresa a las islas de California. 
Indonesia, Filipinas, Japón, Nueva Guinea y Nueva Zelanda se encuentran fuera de la línea de andesita.
Dentro del árera delimitada por la línea de andesita se encuentran la mayoría de las fosas oceánicas, de los montes submarinos sumergidos y de las islas volcánicas oceánicas que caracterizan la cuenca del Pacífico. Ahí es donde las lavas basálticas fluyen suavemente desde las grietas para construir enormes montañas volcánicas con forma de cúpula cuyas cumbres erosionadas forman arcos, cadenas y grupos de islas, y guyots (sumergidos). Fuera de la línea de andesita, el vulcanismo es de tipo explosivo. El cinturón de Fuego del Pacífico corre paralelo a la línea y es el cinturón de vulcanismo explosivo más importante del mundo.
El término «línea de andesita» es anterior a la comprensión geológica de la tectónica de placas. El término fue utilizado por primera vez en 1912 por el geólogo neozelandés Patrick Marshall (1869-1950) para describir los distintos límites estructurales y volcánicos que se extienden desde el este de Nueva Zelanda hasta Fiji y el norte de las Nuevas Hébridas y las islas Salomón.